# Forteresse d'Izborsk
La forteresse d'Izborsk (russe : Изборская крепость) est une forteresse considérée comme le lieu de fondation de l’ancienne ville d'Izborsk, située à une trentaine de kilomètres de Pskov. La ville est mentionnée pour la première fois dans les annales Chronique des temps passés. La forteresse d'Izborsk a défendu les frontières occidentales de la Russie pendant plusieurs siècles.

## Histoire
Dès le VIe siècle, Izborsks est occupé par des tribus de Slaves orientaux (les Krivitchs pskoviens) qui ont élevé des kourganes funéraires encore visibles aujourd'hui. 
Le premier Gorodichtché, la colline fortifiée de Trouvor, qui sera une protoville de Pskov remonte à la fin du VIIe siècle ou au début du VIIIe siècle. Il en est fait mention dans la Chronique des temps passés  en 862, quand Trouvor, le frère cadet de Riourik, s'en proclame prince. Il se pourrait que les vestiges de l'ancienne ville appelée Truvorovo Gorodiche datent de cette époque.
Au IXe siècle, elle occupe une superficie de 4500 mètres carrés.
En 1233 et l'été 1240, les chevaliers Porte-Glaive s'emparent d'Izborsk deux fois. En 1240 les chevaliers ont pris la forteresse par assaut au deuxième jour du siège. Ces chevaliers germaniques ont été chassés par les troupes d'Alexandre Nevski en 1242.

## Description

### La première forteresse
Au Xe siècle Izborsk est une ville possédant un détinets (kremlin) protégé de remparts de chêne où se tient la Vétché et où sont construites les demeures du prince et de son armée. La population vit en dehors autour des remparts. Dès le XIe siècle Izborsk devient un vassal de Pskov et à la fin du siècle les Pskoviens en font un avant-poste de la Russie du Nord-Ouest en créant une forteresse au moyen d'énormes blocs de pierre d'une largeur de 2,50 à 3 mètres. La première forteresse de pierre (XIe – XIIe siècle) avait deux portes à l'ouest et à l'est. Au XIIIe siècle l'accès se fait par un chemin consolidé par des dalles le long du ruisseau. Des rues sinueuses, d'une largeur de 3,50 mètres à 5 mètres sont bordées de maison à l'intérieur de l'enceinte.

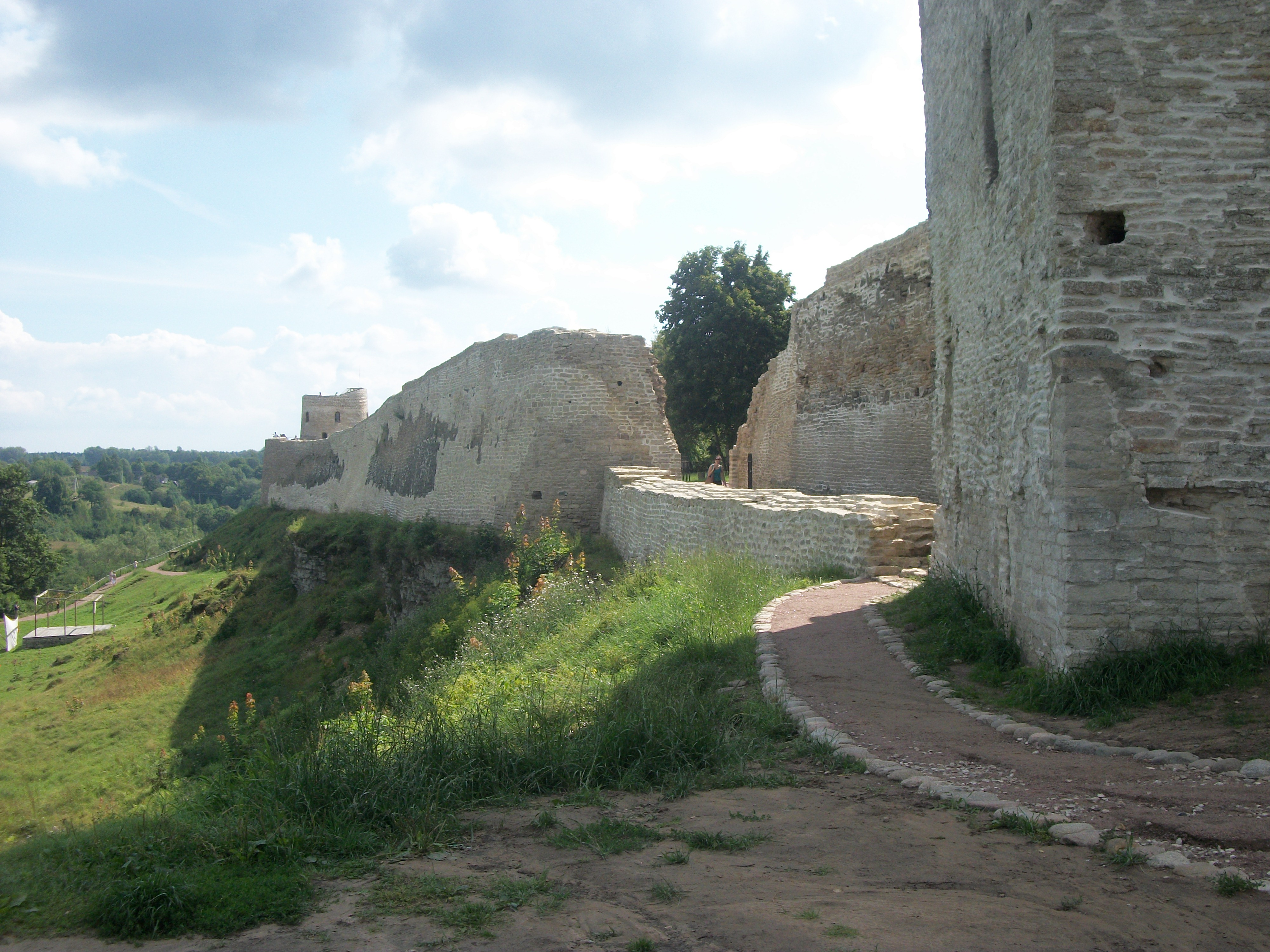
Intérieur de la Forteresse d'Izborsk.

### La deuxième forteresse
La  Première Chronique de Pskov rapporte que la ville d'Izborsk est rebâtie à 500 mètres plus au sud au début du XIVe siècle. En 1330, le possadnik (maire) Cheloga y élève une nouvelle forteresse trois fois plus grande que la précédente. Ses murs sont sans fondations et reposent sur d'énormes pierres non taillées enduites de mortier. Ce dispositif amélioré permet à la forteresse de subir plusieurs sièges sans se rendre, comme en 1233 et 1239.

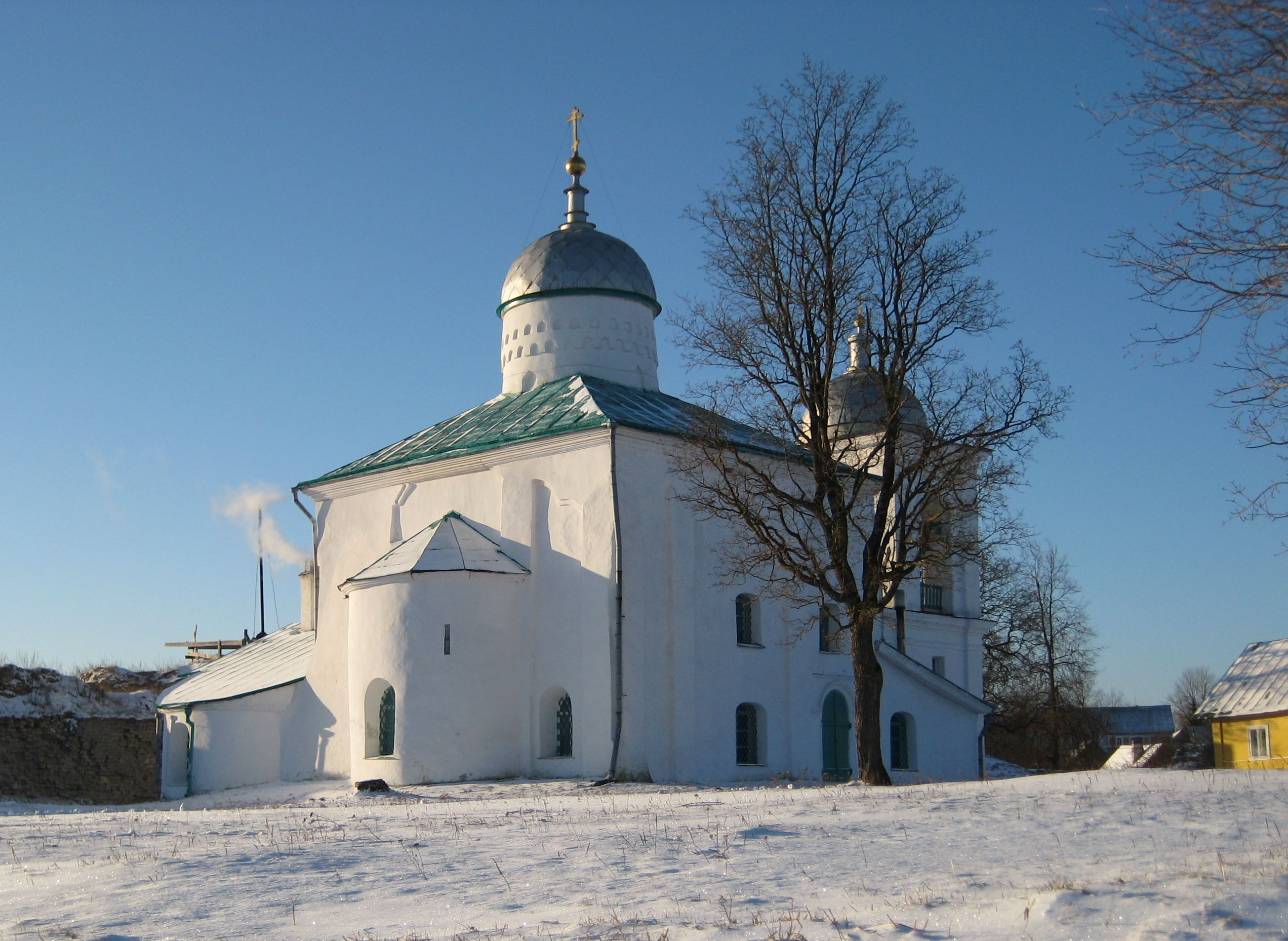
L'église Saint-Nicolas.

Après son transfert, la deuxième forteresse était à l'origine un fort en bois, sauf une seule tour appelée « Loukovka », qui était accolée à la porte orientale. Elle avait une base circulaire, le diamètre extérieur était de 9,5 m, et sa hauteur était d'environ 13 m. Dans la partie sud-est de la forteresse, un couloir étroit de 40 m. de long, enfoncé à une profondeur de 16 m. sous terre, reliait la ville-forteresse à l'extérieur.
L'église Saint-Nicolas date de 1341, soit la même époque que la forteresse de 1330. Ses arcs à plusieurs voussures se rattachent à l'architecture de Pskov. Ses murs sont de pierre locale avec quatre piliers, une coupole et une abside.

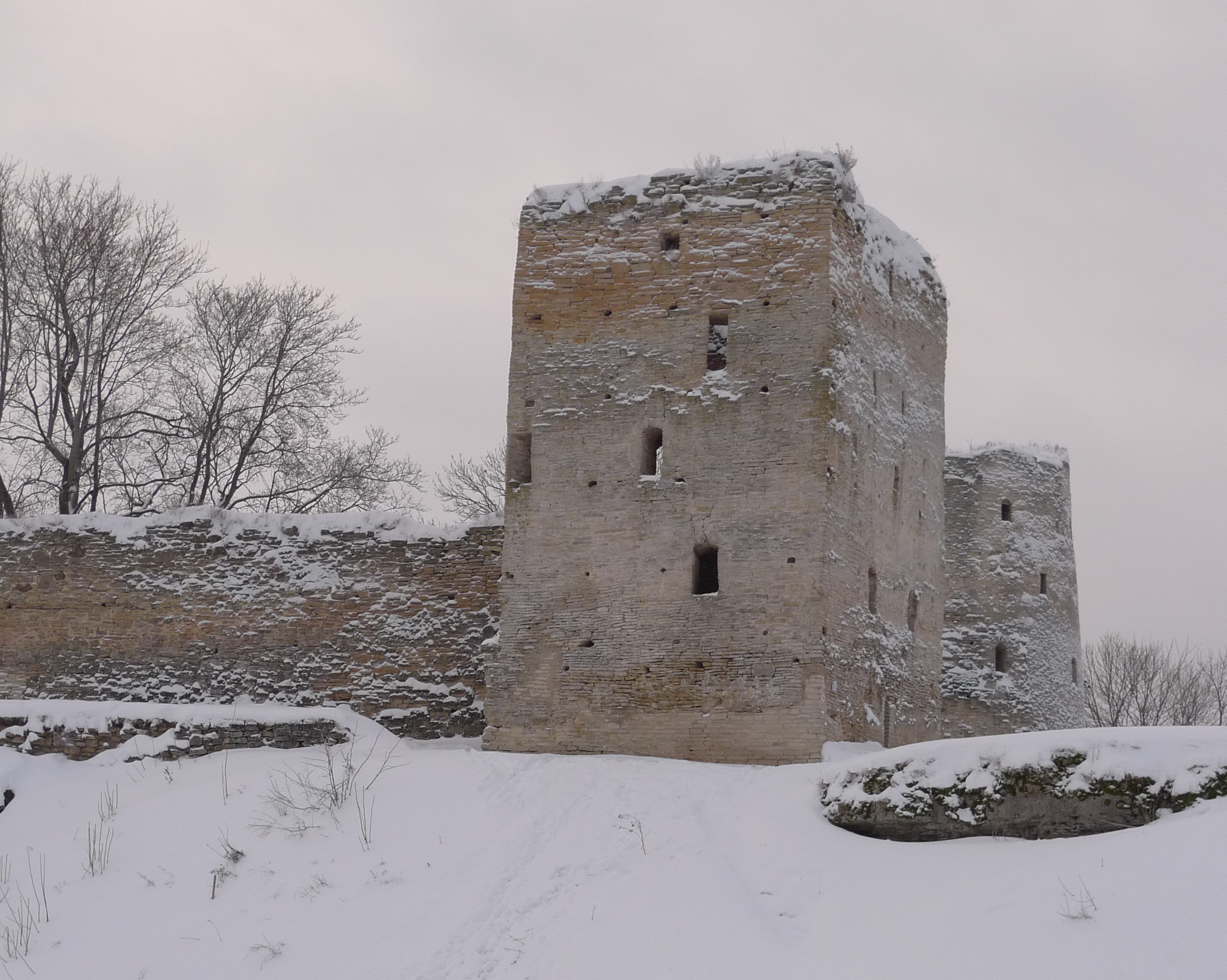
La tour Talavskaïa.

Les murs de la forteresse sont consolidés à la fin du XIVe siècle et cinq tours sont construites pour pouvoir répondre aux nouvelles tactiques militaires, dont l'artillerie. Ces tours sont rondes, sauf celle dénommée Talavskaïa au nord-ouest. Pour faciliter les mouvements dans la forteresse des plates formes de combat sont reliées entre elles par des escaliers en bois. 
À partir du XVIe siècle la forteresse perd son importance. La guerre contre la Livonie s'éloigne en effet de Pskov. Le monastère fortifié de Petchory , à 43 kilomètres à l'ouest de Pskov, devient alors la forteresse de défense de la Russie de Moscou, près de la frontière estonienne. 

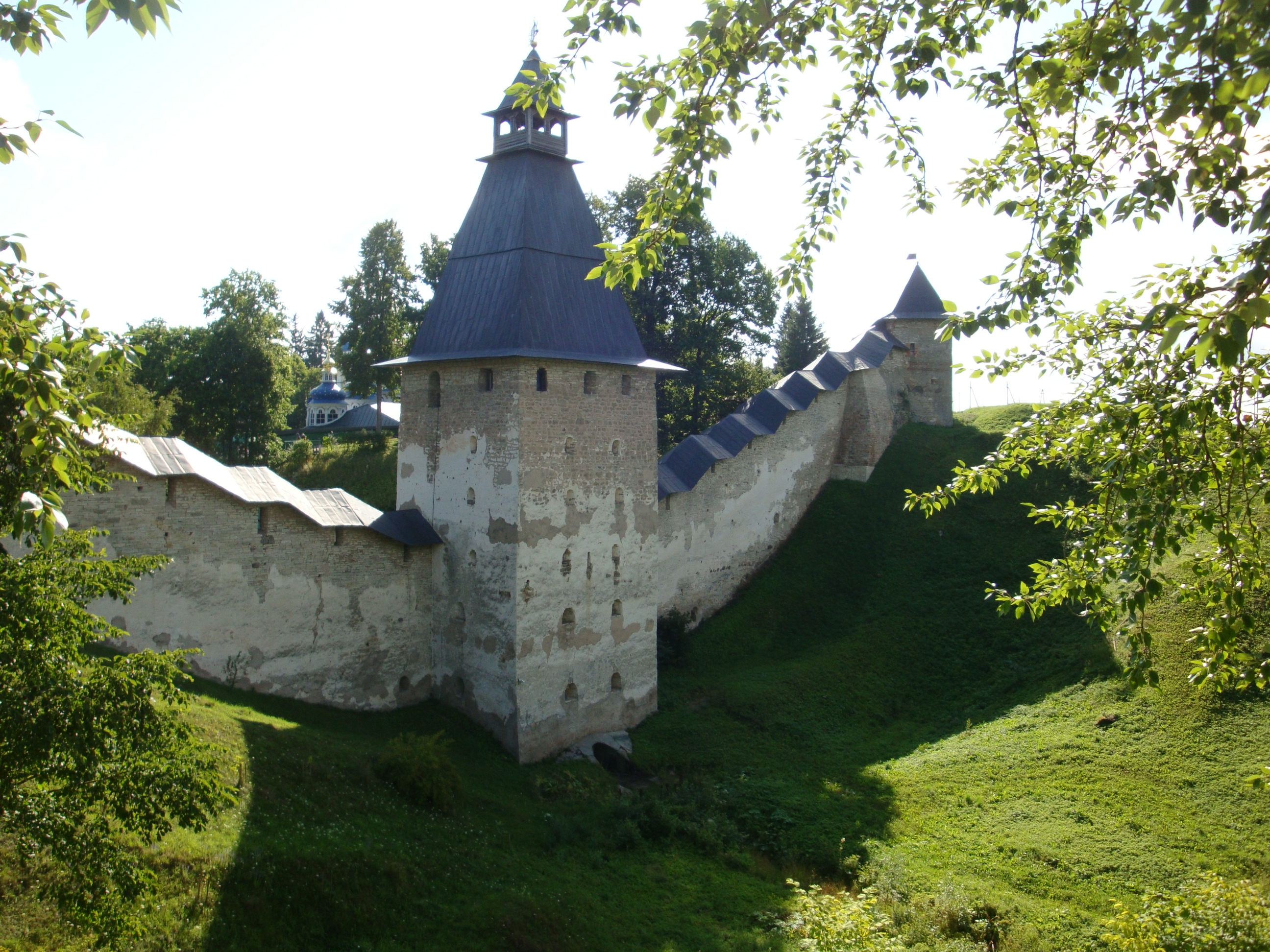
Tour de la Forteresse du monastère de Pskov-Petchory.